# Skotawsko Małe
Skotawsko Małe (kasz. Jezoro Môłé Skòtawskò) – jezioro rynnowe leżące na Wysoczyźnie Polanowskiej, na południowy zachód od Czarnej Dąbrówki, gmina Czarna Dąbrówka, powiat bytowski, województwo pomorskie, o powierzchni 33 ha. Jezioro znajduje się w kompleksie leśnym Parku Krajobrazowego Dolina Słupi, na jego południowym brzegu leży wieś Skotawsko.